# Briareo

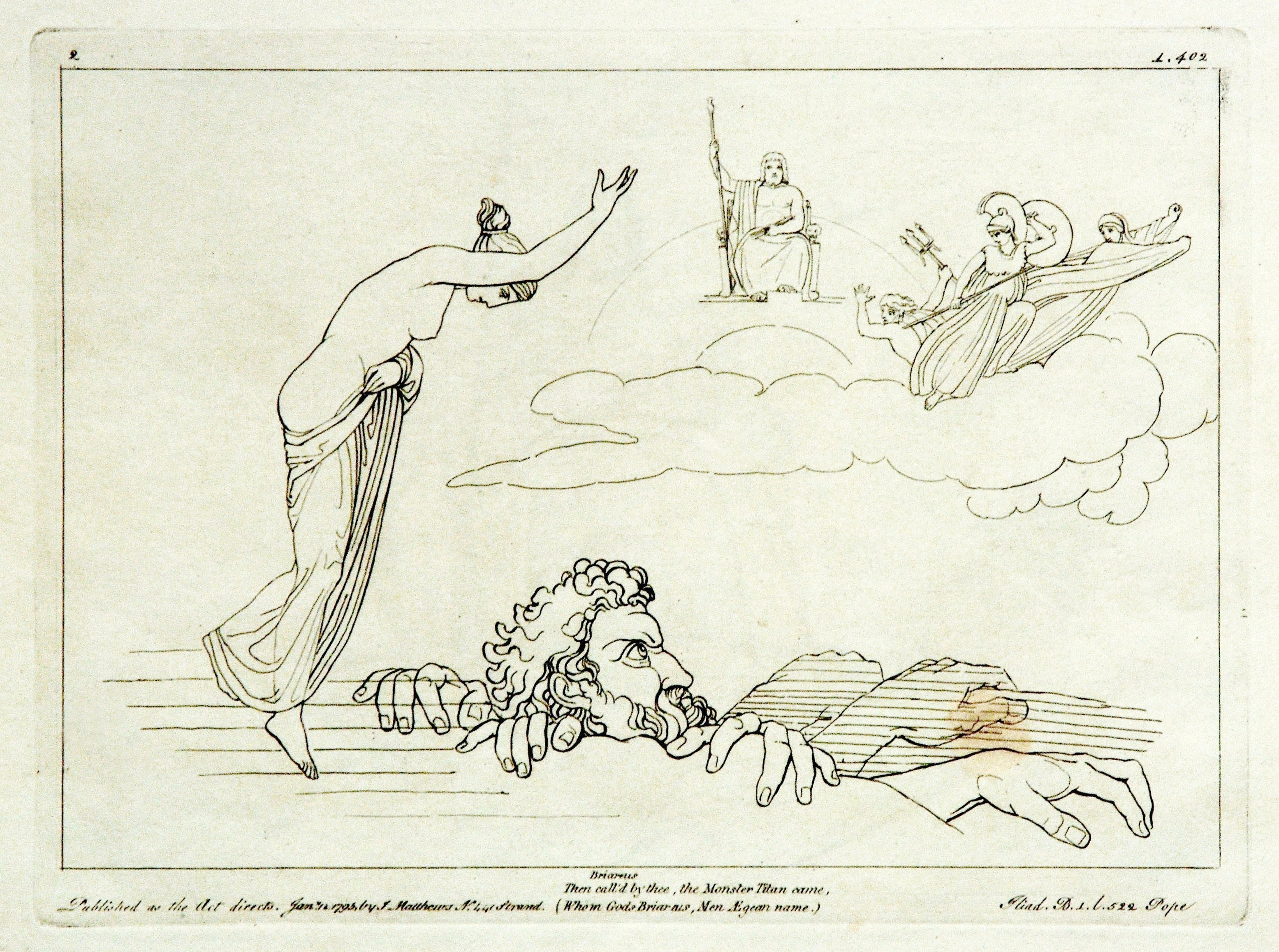
Tetis invoca a Briareo: talla dulce de 1793, obra de Tommaso Piroli a partir de un dibujo de John Flaxman, empleada en una edición de la Ilíada de 1795.

En la mitología griega, Briareo o Briáreo (en griego Βριαρεύς, Βριάρεως, Βριάρηος o Ὀβριάρεως, ‘fuerte’; en latín Briareus) era uno de los Hecatónquiros, gigantes de cien brazos y cincuenta cabezas hijos de Urano y Gea, y hermano de Coto y Giges.  En la Ilíada se nos dice que «los dioses lo llaman Briareo y todos los hombres Egeón». Egeón («cabruno») también es el nombre de un dios del mar,  que según algunas fuentes sería su padre. Aun en otras, sería hijo de Talasa,  la diosa primordial del mar, o de Éter y Gea.
Junto con sus hermanos, fue relegado al Tártaro primero por Urano y después por Crono, a quien habían ayudado a derrotar a aquel, hasta que fueron liberados por Zeus y lucharon junto a él en la Titanomaquia. Firme aliado de Zeus, fue invocado por Tetis para que ayudara al dios cuando había sido encadenado por Hera, Atenea y Poseidón en un intento de derrocarlo.  Como premio por sus servicios, Briareo se casó con Cimopolea, una hija de Poseidón, y se estableció con ella en un palacio en el río Océano; sin embargo no se les describe descendencia alguna.  Otras fuentes dicen que Briareo fue padre, sin mencionar la consorte, de una hija, Eólice, o bien Etna. Ovidio refiere que Briareo apoyaba el bando de los titanes y mató al ofiotauro con un hacha de adamantina pero Zeus, enviando al águila, le robó el sacrificio.  Otras fuentes tardías dicen que Sicano, epónimo de los sicanos sículos, era hijo de Briareo y hermano de Etna; Polifemo, Antífates y un tal Cíclope eran hijos de Sicano.
Según un relato evemerista, citado por Paléfato, Coto y Briareo, en vez de ser gigantes monstruosos eran hombres mortales. Estos fueron denominados hecatónquiros porque vivían en una ciudad llamada Hecatonquiria. Ayudaron a los habitantes de Olimpia (los olímpicos) a expulsar a los titanes de su ciudad.
Aristóteles afirma que las Columnas de Hércules se llamaban antes «Columnas de Briareo», pero después de que Heracles (nombre griego de Hércules) purificase la tierra y el mar convirtiéndose así en un benefactor de los hombres, estos le honraron abandonando la mención de Briareo por la de él.
En El Quijote de Cervantes se hace referencia a Briareo en el capítulo VIII de la Primera Parte, Del buen suceso que el valeroso Don Quijote tuvo en la espantable y jamás imaginada aventura de los molinos de viento, con otros sucesos dignos de felice recordación:

Levantóse en esto un poco de viento y las grandes aspas comenzaron a moverse, lo cual visto por don Quijote, dijo:

—Pues, aunque mováis más brazos que los del gigante Briareo, me lo habéis de pagar.

En La Divina Comedia, el Dante pone a Briareo como un ejemplo famoso de soberbio en el Canto XII del "Cántico Segundo, El Purgatorio":

Vi al Briareo con mortal herida,
por el rayo celeste fulminado,
y su gran forma en hielo convertida;
y a Palas y a Timbren, y Marte armado,
ver con Jove los miembros palpitantes
de titanes, en campo ensangrentado.